# Brandlínští ze Štěkře
Brandlínští ze Štěkře, také Brandlinští Olbramové ze Štěkře byl český vladycký rod, koncem 17. století povýšen do panského stavu. Rod pocházel ze vsi Kvítkovice v okrese České Budějovice. Jejich prapředek Štír z Kvítkovic dostal roku 1264 od krále Přemysla Otakara II. Bohdaneč, Habří a Vesce nedaleko Kvítkovic. Štírovi potomci si od nabytého Habří vzali příjmení. 
Jan Habří z Vesce prodal roku 1377 Venclínovi z Obory dvůr v Žestově. Pukart ze Štěkře byl poručníkem dětí zemřelého Jana z Habří. Habří se dostalo na začátku XV. století vladykům Roubíkům z Hlavatec, kteří se též psali z Habří. Původní Haberští přijali podle nového sídla jméno ze Štěkře. Dřívější vladykové Štěkeřští, jako Wernhard ze Štěkře, připomínaný roku 1336, byli rodu a erbu harrachovského.
Potomci druhého purkrabího na hradě Choustníku Olbrama ze Štěkře, žijícího kolem poloviny 15. století, se po svém předkovi začali psát Olbramové. Záhy se dostali do rožmberských služeb. V 15. století získali statek Brandlín na Táborsku, odkud také vzniklo jejich druhé příjmení. Na Choustníku v letech 1499–1502 také purkraboval Jindřich Olbram ze Štěkře. Jindřichův bratr Volkéř dělal purkrabího v Soběslavi v roce 1502. 
Jiří Olbram ze Štěkře byl ve službách Petra Voka z Rožmberka a 26. listopadu 1602 prodal tvrz Brandlín s veškerým příslušenstvím Jindřichovi ml. Hozlauerovi z Hozlau. Vymřením Rožmberků roku 1611 zhasla také hvězda Olbramů ze Štěkře a znovu začali hejtmanit, než se domohli statků. Jan Olbram ze Štěkře byl hejtmanem na Konopišti roku 1659. Buď tento Jan nebo jeho syn Jan Jiří Olbram Brandlínský ze Štěkře koupil roku 1664 Popovice v současném okrese Benešov od bratrů Václava, Adama Jiřího a Jana Viléma Bzenských z Prorubě. Jan Jiří rytíř Volbram Brandlinský ze Štěkře držel se svou manželkou Annou Judytou z Lilienberka také část Vlksic. Byl místopísařem a potom v letech 1675–1679 místosudím království českého a radou komorního dvorského královského soudu. Jeho syn Jan Rudolf se roku 1681 uvázal po jeho smrti v dědictví. Z tohoto dědictví odprodal roku 1689 Vlksice strahovskému klášteru a vzal si v roce 1703 za manželku Annu Puchartovou Voděradskou z Voděrad.
Díky starobylosti tohoto rodu a platných dlouholetých služeb jeho otce povýšil ho císař Leopold I. majestátem daným ve Vídni dne 30. března 1699 do panského stavu království českého.
8. října 1723 prodal Jan Rudolf svobodný pán Olbram Brandlínský ze Štěkře statek Popovice rytíři Rudolfovi z Bínu. Nedlouho poté zemřel jako poslední člen rodu.

## Erb
V erbu měli Brandlínští ze Štěkře tři dřevce v dolní třetině délky přelomené, horní kusy byly postaveny do levého a pravého horního kouta, scházející se u zlomených konců, odlomené dolní konce s držadly byly po jednom z každé strany tří horních částí postaveny a třetí konec byl vodorovně podložen pod třemi ulomenými dřevci. Stejně tak byly rozestavěny tyto tři dřevce nad přilbou uprostřed rozložených křídel.